# Алеман, Кристиан
Кристиа́н Ферна́ндо Алема́н Алегри́я (исп. Christian Fernando Alemán Alegría; род. 5 февраля 1996, Гуаякиль) — эквадорский футболист, полузащитник клуба «Катовице».

## Биография
Алеман начал профессиональную карьеру в клубе «Эмелек». 30 июня 2013 года в матче против «Макара» он дебютировал в эквадорской Примере. В составе «Эмелека» Кристиан дважды стал чемпионом Эквадора. В 2015 году он покинул клуб и выступал за «Текнико Университарио», «Манту» и «Депортиво Кито» в эквадорской Серии B. Летом 2016 года Алеман подписал контракт с «Барселоной» из Гуаякиль. 21 августа в матче против «Фуэрса Амарилья» он дебютировал за новый клуб. В своём дебютном сезоне Кристиан в третий раз стал чемпионом Эквадора. 21 апреля 2017 года в матче Кубка Либертадорес против бразильского «Ботафого» он забил гол.
Летом 2017 года Алеман на правах аренды перешёл в аргентинский «Эстудиантес». 28 августа в матче против «Арсенала» из Саранди он дебютировал в аргентинской Примере. В этом же поединке Кристиан забил свой первый гол за «Эстудиантес».

## Достижения
«Эмелек»
- Чемпионат Эквадора по футболу — 2013, 2014

«Барселона» (Гуаякиль)
- Чемпионат Эквадора по футболу — 2016